# Bougneau
Bougneau é uma comuna francesa na região administrativa da Nova Aquitânia, no departamento de Charente-Maritime. Estende-se por uma área de 14,54 km². Em 2010 a comuna tinha 616 habitantes (densidade: 42,4 hab./km²).